# Идштет
Идштет (њем. Idstedt) општина је у њемачкој савезној држави Шлезвиг-Холштајн. Једно је од 134 општинска средишта округа Шлезвиг-Фленсбург. Према процјени из 2010. у општини је живјело 830 становника. Посједује регионалну шифру (AGS) 1059042.

## Географски и демографски подаци
Идштет се налази у савезној држави Шлезвиг-Холштајн у округу Шлезвиг-Фленсбург. Општина се налази на надморској висини од 26 m. Површина општине износи 13,4 km². У самом мјесту је, према процјени из 2010. године, живјело 830 становника. Просјечна густина становништва износи 62 становника/km².